# Hypena praestans
Hypena praestans là một loài bướm đêm trong họ Erebidae.